# Condado de Gallatin (Illinois)
El condado de Gallatin (en inglés: Gallatin County), fundado en 1812, es uno de 102 condados del estado estadounidense de Illinois. En el año 2000, el condado tenía una población de 6445 habitantes y una densidad poblacional de 8 personas por km². La sede del condado es Shawneetown. El condado recibe su nombre en honor a Albert Gallatin. 

## Historia
El condado se organizó en 1812, formándose a partir del Condado de Randolph. Se le dio el nombre de Albert Gallarin, quien era Secretario del Tesoro en ese momento. En aquella época, el Banco Shawneetown era el único banco en Illinois.
Los manantiales salinos al lado del Río Saline entre Equality y Junction tuvieron un importante papel en la historia temprana del condado. Los manantiales se encuentran en tierra del Estado a lo largo de la orilla sur del Río Saline, justo al este del puente sobre la Ruta 1 Illinois. El comerciante de esclavos y terrateniente Blake Drone hizo fortuna alquilando las salinas del gobierno.

## Geografía
Según la Oficina del Censo, el condado tiene un área total de 851 km² (328,6 mi²), de la cual 838 km² (323,6 mi²) es tierra y 12 km² (4,633204633205 mi²) (1.43%) es agua.

### Condados adyacentes
- Condado de White (norte)
- Condado de Posey, Indiana (noreste)
- Condado de Union, Kentucky (este)
- Condado de Hardin (sur)
- Condado de Saline (oeste)
- Condado de Hamilton (noroeste)

## Demografía
Según la Oficina del Censo en 2000, los ingresos medios por hogar en el condado eran de $26 118, y los ingresos medios por familia eran $34 539. Los hombres tenían unos ingresos medios de $30 750 frente a los $20 280 para las mujeres. La renta per cápita para el condado era de $15 575. Alrededor del 20.70% de la población estaban por debajo del umbral de pobreza.

## Transporte

### Autopistas principales
- U.S. Highway 45
- Ruta de Illinois 1
- Ruta de Illinois 13
- Ruta de Illinois 141
- Ruta de Illinois 142

## Municipalidades

### Ciudades
- Shawneetown

### Villas
- Equality
- Junction
- New Haven
- Old Shawneetown
- Omaha
- Ridgway

### Áreas no incorporadas
- Derby
- Horseshoe
- Kedron

### Municipios
El condado de Gallatin está dividido en 10 municipios:
| - Asbury - Bowlesville - Eagle Creek - Equality - Gold Hill | - New Haven - North Fork - Omaha - Ridgway - Shawnee |  |